# Pietro Mignosi
Pietro Mignosi (Palermo, 28 giugno 1895 – Milano, 15 luglio 1937) è stato un filosofo e critico letterario italiano.

## Biografia
Conseguito il diploma di maturità vince il concorso per le segreterie e cancellerie dello Stato. Nonostante ciò non abbandona gli studi e prosegue frequentando l'Università fino alla prima guerra mondiale, dove conseguirà poi anche la libera docenza.
Divenuto insegnante di storia e filosofia, inizia a lavorare presso il Liceo classico Vittorio Emanuele II di Palermo. In seguito nel 1936 si trasferisce a Milano, dove rimarrà fino alla morte, occupando la cattedra dell'Università Cattolica.
Era anche giornalista, critico letterario e autore di molte opere narrative e poesie. Inoltre ha militato in diverse associazioni cattoliche e nel 1928 ha fondato la rivista La Tradizione, cui collaborarono molti personaggi di spicco dell'epoca tra cui il vescovo Mons. Giuseppe Petralia. Collaborò con la rivista Nuovo Romanticismo fondata da Ettore Arculeo. Il suo archivio è conservato presso il Centro per gli studi sulla tradizione manoscritta di autori moderni e contemporanei dell’Università di Pavia.

## Opere
Tra le sue opere, di filosofia: L'unità filosofica (1920), Critica dell'identità (1926), Conoscenza e trascendenza (1927), e Ragione e rivelazione (1930); di critica letteraria: L'eredità dell'Ottocento (1925), La poesia italiana di questo secolo (1929) e Il segreto di Pirandello (1937); infine di narrativa il romanzo Gioia d'agave (1934).

## Riconoscimenti
In suo onore è stato istituito nel 2007 il Premio Letterario Internazionale Pietro Mignosi. A lui è, inoltre, intitolato un liceo classico paritario sito in Viale Regina Margherita 28 a Caltanissetta.